# エドワード・カードウェル (初代カードウェル子爵)
初代カードウェル子爵エドワード・カードウェル（英語: Edward Cardwell, 1st Viscount Cardwell, PC, PC(Ire), FRS、1813年7月24日 - 1886年2月15日）は、イギリスの政治家、貴族。
ヴィクトリア朝前期から中期にかけて保守党、ピール派、自由党と党派を移しながら閣僚職を歴任した。

## 経歴

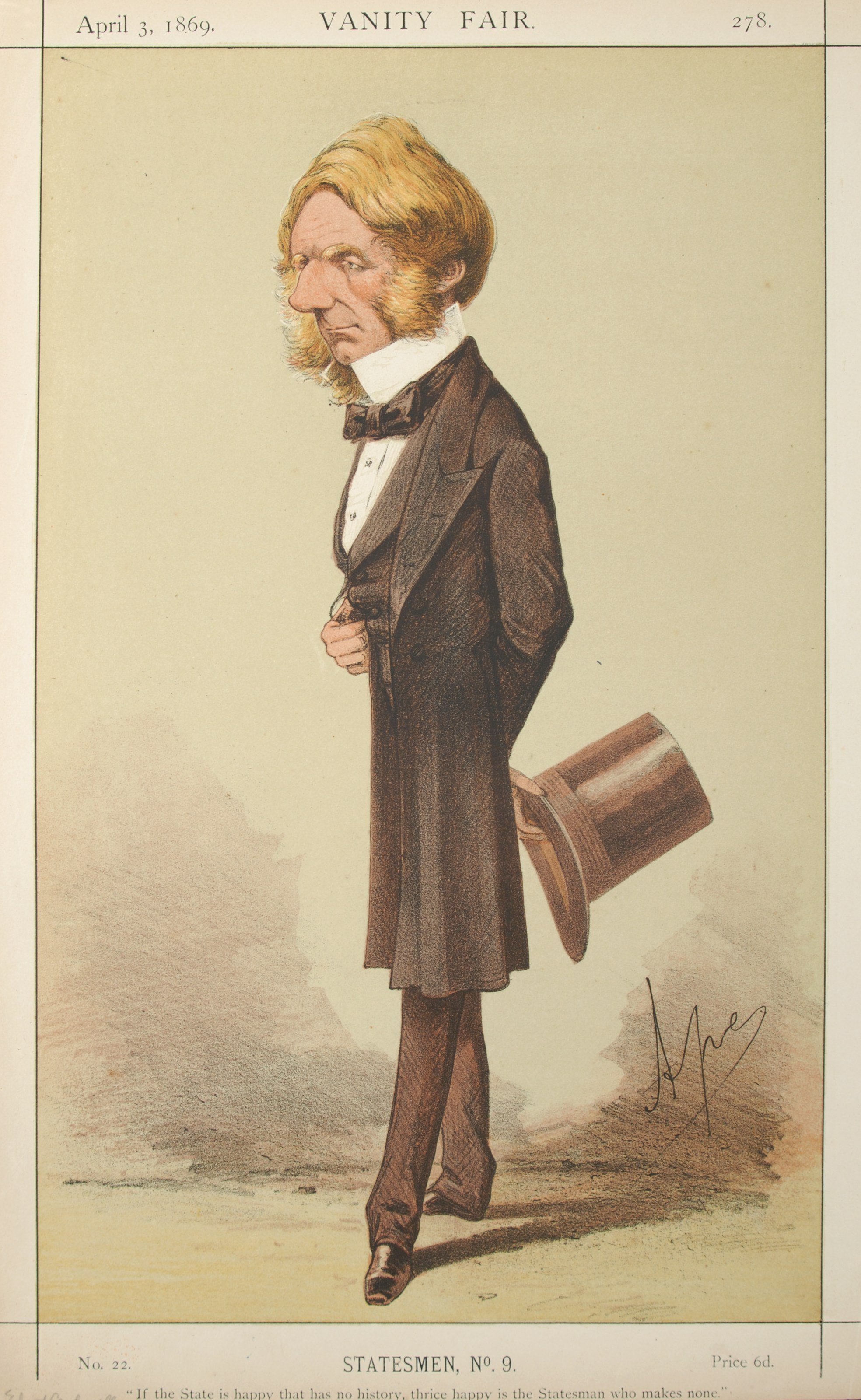
1869年4月3日の『バニティ・フェア』誌に描かれたカードウェル。

1813年7月24日、イングランド・リヴァプールの貿易商ジョン・カードウェルの息子として生まれる。
ウィンチェスター・カレッジを経てオックスフォード大学ベリオール・カレッジへ進学。1835年にバチェラー・オブ・アーツ（BA）、1838年にマスター・オブ・アーツ（MA）の学位を取得。1838年にインナー・テンプルへ入学し、法廷弁護士の資格を取得。しかしすぐに法曹から政界へ転じた。
1842年から1847年にかけてクリザーロー選挙区選出の保守党所属の庶民院議員を務める。時の保守党党首・首相サー・ロバート・ピール准男爵を強く支持し、彼のもとで金融・財政に通じていく。1845年から1846年にかけてピール内閣の財務金融長官を務める。
保守党が穀物法廃止をめぐって分裂すると、穀物自由貿易を支持するピール派に属した。1847年からリヴァプール選挙区選出の庶民院議員となるが、1852年の総選挙では航海条例廃止を支持したことが尾を引き、同選挙区に置いて落選した。代わってオックスフォード選挙区から当選した。
1852年12月にピール派首班のホイッグ党との連立政権アバディーン伯爵内閣が発足すると、ピール派からの閣僚の一人として商務庁長官に就任した。商務庁長官として、1854年には商船法の制定を主導した。また鉄道関連の法律の制定にも大きな貢献があった。
1855年1月にはクリミア戦争の泥沼化の中で調査委員会の設置の動議が決議され、アバディーン伯爵内閣は退陣。代わってホイッグ党首班の第一次パーマストン子爵内閣が発足したが、パーマストン子爵が調査委員会の設置に応じる構えであったため、グラッドストンやシドニー・ハーバート、サー・ジェームズ・グラハム準男爵らピール派閣僚の一部が下野した。首相パーマストン子爵はカードウェルに財務大臣のポストを提示することで留任を求めていたが、結局カードウェルもグラッドストンらと共に下野した。
その2年後にパーマストン子爵が開始したアロー戦争には反対を表明したが、それが尾を引いて、1857年の解散総選挙では落選した。しかし落選後すぐに選挙についての不服申し立てを行い、認められて議席を回復している。
1859年にホイッグ党とピール派が合同して自由党が結成され、自由党政権の第二次パーマストン子爵内閣が発足。カードウェルはアイルランド担当大臣として同内閣に入閣したが、まもなくその職務に不適格と見做されるようになり、1861年にはランカスター公領大臣に転任した。さらに1864年には植民地大臣に転任し、パーマストン子爵内閣と続く第二次ラッセル伯爵内閣において同職に在職し続けた。植民地大臣として大英帝国植民地の自治・自弁を推進し、平和時に帝国の軍隊を撤収させることで植民地維持費の節約を目指した。またカナダ連邦の創設に着手し、この事業は彼の後任のカーナーヴォン伯爵によって完成を見た。ジャマイカでは総督エドワード・ジョン・エアのもとでジャマイカ事件が発生したが、調査委員会を立ち上げるとともにジョン・ピーター・グラントを新たな総督に任じる処置を取った。
1868年12月の第一次グラッドストン内閣には陸軍大臣として入閣し、在任中に陸軍改革を断行した。貴族の次男坊以下が軍の将校の階級を買い取るため軍の人事が硬直化していることを憂慮し、将校階級買い取り制度の廃止に尽力した。また旧弊な地方行政官（州統監）の持つ軍事権限（民兵の徴兵・指揮権）を廃止するなど軍政面の効率化も行った。
グラッドストン内閣総辞職間もない1874年3月に連合王国貴族爵位「ランカスターのカウンティ・パラティンにおけるエラーベックのカードウェル子爵」に叙され、貴族院議員に列した。この後には閣僚職を務めることはなくなった。
長い闘病生活の後、1886年2月25日にイングランド・トーキーで死去した。子供がなかったため、カードウェル子爵位は彼の死とともに廃絶した。

## 栄典

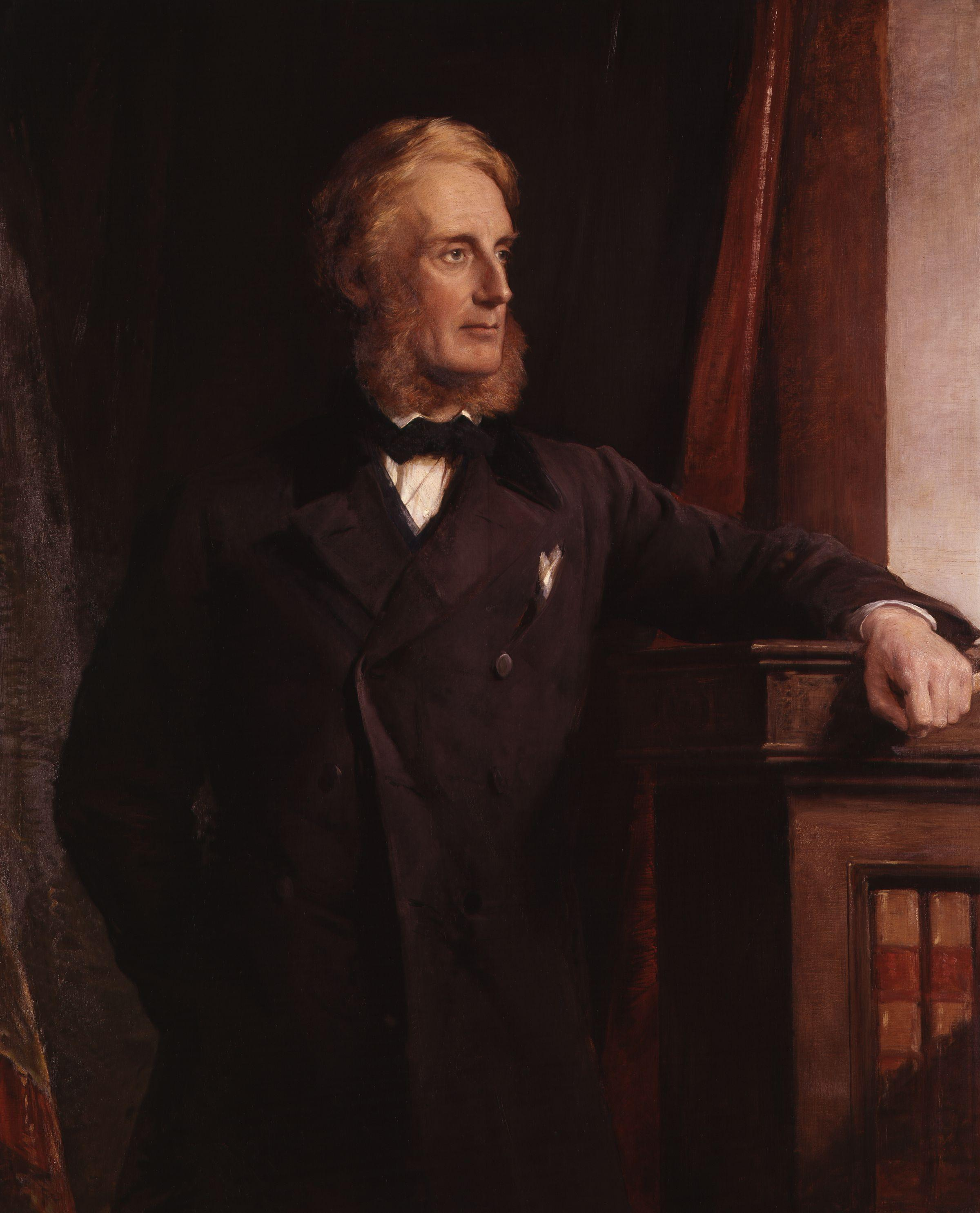
1887年に描かれたカードウェル卿の肖像画（ジョージ・リッチモンド画）

### 爵位
以下の爵位を新規に叙された。
- ランカスターのカウンティ・パラティンにおけるエラーベックのカードウェル子爵（1st Viscount Cardwell, of Ellerbeck in the County Palatine of Lancaster）
（1874年3月6日の勅許状による連合王国貴族爵位）

### その他
- 1852年12月28日、枢密顧問官（PC）[4]
- 1859年7月5日、アイルランド枢密顧問官（英語版）（PC(Ire)）[4]
- 1863年、民事法学博士号（DCL）（オックスフォード大学ベリオール・カレッジ）[4]
- 1873年12月18日、王立協会フェロー（FRS）[4]

## 家族
1848年にアン・パーカーと結婚したが、子供はなかった。